# Heteropneustes microps
Heteropneustes microps là một loài cá da trơn túi khí có lẽ đặc hữu Sri Lanka, dù có một số ghi nhận ở Ấn Độ. Loài này dài 15,0 xentimét (5,9 in) theo TL. Loài cá này là một thủy sản thương mại của địa phương cũng như được nuôi làm cảnh.